# Випробування брикетів на водопоглинання та вологостійкість
Випро́бування брике́тів на водопоглина́ння та вологості́йкість ведуть у посудині, де на спеціальному пристосуванні із сітчастим дном можуть вільно розміститися від 7 до 10 брикетів. Сітчастий пристрій у момент випробування не повинен торкатися дна. Посудину заливають питною або дистильованою водою. Брикети перед укладанням на сітчасте пристосування зважують. Після цього їх занурюють у воду так, щоб сітчастий пристрій не торкався дна посудини (краще на глибині 30 мм від поверхні води). Кам'яновугільні брикети витримують у воді протягом 24 годин, а буровугільні — 2 годин. Після закінчення зазначеного часу сітчасте пристосування із брикетами виймають із посудини. Брикети відстоюють протягом 2 годин і зважують. Вологопоглинання визначають за формулою: Wпогл = 100(m2 — m1)/ m1,
де Wпогл — частка поглиненої брикетом вологи, %; m1, m2 — маса брикетів до і після занурення у воду, кг.